# Схермер
Схермер (нидерл. Schermer) — бывшая община в нидерландской провинции Северная Голландия. Расположена к северо-западу от Амстердама. Площадь общины — 64,44км², из них 61,55 км² составляет суша. Население по данным на 1 января 2007 года — 5 137 человек. Средняя плотность населения — 79,7чел/км².
На территории общины были расположены следующие населённые пункты: Дрихёйзен, Гротсермер, Отерлек, Схермерхорн, Стомпеторен и Зёйдсермер.
1 января 2015 года территория общин Схермер и Графт-Де Рейп вошла в состав общины Алкмар.